# うしろシティ
うしろシティは、かつて松竹芸能で活動していた日本のお笑いコンビ。2022年4月30日解散。

## メンバー
阿諏訪 泰義（あすわ たいぎ、1983年1月8日 - ）（42歳）
ツッコミ（一部のネタではボケ）担当、立ち位置は向かって右・ネタ作り担当(代表作：転校生)。
- 神奈川県高座郡寒川町出身、神奈川県立茅ケ崎西浜高等学校卒業。
- 身長170 cm、体重54 kg。血液型O型。
- 既婚。姉が2人いる。
- 元「ワンスター」のツッコミ担当。スクールJCA13期出身。
- 根っからのお笑い好きで13歳の頃からネタを作り始め、19歳の時にバナナマンのDVDを見て更に影響された。設楽統に憧れている。
- なだ万出身の店長の下で6年間修行経験を積んだ元料理人。かつて「一度食べただけでその料理を再現できる舌を持つ」という特技を活かし、「サイゲン大介」という名でバラエティー番組にも出演していた。
- 自身の趣味であるキャンプ、ブッシュクラフトなどにちなんだ仕事が増加傾向にあり、2018年4月に書籍「うしろシティ阿諏訪の簡単＆絶品!キャンプ料理」の出版、2018年12月にファッションブランド『フェールラーベン』の公式アンバサダーに就任するなど活躍の場を広げている。
- 2020年8月5日、自身が出演するラジオ『うしろシティ 星のギガボディ』（TBSラジオ）にてかねてより交際していた女性へプロポーズするため結婚を予告。その翌日、所属事務所から一般女性と婚姻届を提出、正式に結婚を発表した。婚姻届の証人は山里亮太（南海キャンディーズ）とヒロシが務めた。
- 2022年4月28日、コンビの解散発表と同時に解散後に松竹芸能を離れ、個人で事務所を作って活動していく旨を発表した。
- 2022年12月30日にじゅんいちダビッドソンが代表を務める事務所「合同会社潤一」と業務提携をすることを発表。
- ソノシート、ノブオ（ペンギンズ）とのユニット「Go For The Seat」にてお笑いライブへ参加、単独公演を開催している。

金子 学（かねこ まなぶ、1981年3月25日 - ）（44歳）
ボケ（一部のネタではツッコミ）・ネタ作り担当、立ち位置は向かって左。
- 新潟県中魚沼郡津南町出身。新潟県立十日町高等学校、立正大学卒業。
- 身長171 cm、体重52 kg。血液型A型。
- 未婚。兄と妹がいる。元バスケ部。
- 元「ナナイロ」のボケ担当。以前にもコンビ「白と白のストライプ」を組み、ツッコミを担当していた。
- 大学生の頃、友人から誘われる形でコンビを結成し、お笑いの活動を始めた。この時にお笑いの楽しさを初めて知ったらしく、それ以前はネタ番組をほとんど見たことが無かった。
- 好きな女優は新垣結衣。
- 2014年から新潟県津南町の観光大使を務めている。
- 世間知らずの無知であり、ネタの最中等に関係のない言葉を意味も分からずに使っている。
- 好きなお菓子は源氏パイ。
- 2019年7月11日にフィンランド・ヨエンスーにて行われた「第1回ヘヴィメタル編み物世界選手権」で、金子の率いるチームが優勝を成し遂げた。
- 2020年12月19日から体調不良のため休養に入っていたが、2021年6月4日に復帰が発表された。

## 概説
2人はそれぞれ別のコンビを組んでおり、同時期に解散。その後共同でネタ作りをするようになって意気投合し、2009年にコンビ結成。
結成して間もない頃にオーディションを受ける際、コンビ名がまだ決まっておらず周りの建物の看板などに書いてあった言葉を繋ぎ合わせ即席で作ったフレーズの中で、一番響きが良かった「うしろシティ」という仮のコンビ名を引き続き使用している。
ネタは主にコント。先述のように以前は共同でネタを作っていたが、現在は主に金子がネタ作りを引き受けている。
2012年・2013年・2015年のキングオブコントにて決勝進出。漫才を競うM-1グランプリには一度も出場経験がない。
2019年4月より始動した、サンリオによる架空のお笑い事務所「笑響芸能事務所」に所属するサンリオ初のお笑い芸人キャラクター「Warahibi!」による『GIFT for SMILE!』でアーティストデビューし、そのコンビに扮した「グラシッククラシック」に選ばれる。
2020年12月19日、松竹の公式サイトにて金子が体調不良によって休養に入ることが告知された。それと同時に同月行われる予定だった定期ライブ「うしろシティの角座ライブ」の中止も発表され、以降コンビでのレギュラー番組は阿諏訪のみが出演している状態が続いた。
2021年6月4日、金子の復帰が発表された。話し合いの結果まずは個々での活動から再開していくこととなり、以降もコンビでの活動は休止状態となっていた。ただし、『あはれ!名作くん』のイベント等にはコンビ揃って出演していた。
2022年4月28日、松竹の公式サイトにて同月30日をもってコンビを解散することを発表。阿諏訪は松竹芸能を離れ個人事務所を立ち上げ、金子は引き続き松竹芸能に残る形でそれぞれ活動していく予定。

## 賞レースでの戦績

### キングオブコント
- 2009年 2回戦進出
- 2010年 2回戦進出
- 2011年 準決勝進出
- 2012年 決勝5位
- 2013年 決勝8位
- 2014年 準決勝進出
- 2015年 決勝9位
- 2016年 準決勝進出
- 2017年 準決勝進出
- 2018年 準決勝進出
- 2019年 準々決勝進出
- 2020年 準々決勝進出

### その他の戦績
- 2012年 第27回NHK新人演芸大賞 演芸部門・大賞
- 2015年 第36回ABCお笑いグランプリ 第3位
- 2015年 第6回お笑いハーベスト大賞 決勝進出
- 2019年 平成30年度花形演芸大賞 銀賞
- 2019年 Heavy Metal Knitting World Championships 優勝（金子"GIGA BODY, METAL, from JAPAN"）
- 2020年 歌ネタ王決定戦 決勝3位

## 出演

### テレビ

#### 解散後の出演番組
- おぎやはぎのハピキャン（メーテレ、2019年7月25日 - ）阿諏訪のみ、不定期出演
- ヒロシのひとりキャンプのすすめ（熊本朝日放送）阿諏訪のみ、不定期出演
- 週末アウトドア キャンたび！（信越放送、2024年4月5日 - ）阿諏訪のみ

#### 過去の出演番組
- 爆笑トライアウト（NHK総合）
  - 会場審査は3位（449TP）に終わるも、視聴者投票で1位（1270票）だったため、オンバト挑戦権獲得[25]。
- 爆笑オンエアバトル（NHK総合）戦績0勝1敗 最高321KB[25]
  - 金子は「ナナイロ」、阿諏訪は「ワンスター」時代にも出場している。金子はナナイロ時代ではオンエアを果たしている。
- オンバト+（NHK総合）戦績14勝1敗 最高509KB[25]
  - オンバト+第3回チャンピオン大会 ファイナルステージ進出 2位[25]
  - オンバト+第4回チャンピオン大会 ファーストステージ 4位敗退[25]
- エンタの天使（日本テレビ、2009年11月27日）キャッチコピーは「逆転の裏社会」
- スパイスTV どーも☆キニナル!（フジテレビ）
- お笑い図鑑 ハマヌキ（tvk、2010年4月26日）
- 笑っていいとも!（フジテレビ、2010年9月24日）「いますぐ使える!?ギャグマーケット」
- シンガタ（日本テレビ、2010年10月9日）
- 戦国鍋TV 〜なんとなく歴史が学べる映像〜（tvk、第1期・2010年4月6日 - 2011年9月24日、第2期・2012年4月21日 - 9月29日）- 「MUSIC TONIGHT」のコーナーに出演。
- 新大久保コチュジャンズ（ホームドラマチャンネル、2011年11月18日 - 2012年2月3日）
- 東京都さまぁ〜ZOO（テレビ東京、2012年2月23日）- 「タケゴロウとゆかいな珍獣たち」コーナーでネタ披露[26]
- ガリガリくりぃむ（テレビ朝日、2012年11月6日）
- リンカーン（TBS、2012年11月20日）
- ロケットライブ（フジテレビ、2012年11月21日）
- ワラッタメ天国（フジテレビ）
- マバタキー（フジテレビ、2012年12月31日）
- 日10☆演芸パレード（毎日放送、2013年3月24日・6月16日）2013年3月24日は「濱口コントサークル」の一員として出演。
- おはよう忍者隊ガッチャマン（日本テレビ）ギャラクター隊員（金子・阿諏訪役、声の出演）
- ZIP!（日本テレビ、2013年 - ）- 「笑いの単語チョウ」・「1分動画笑。」のコーナーに不定期出演。
- 爆笑レッドカーペット（フジテレビ、2013年4月26日・2014年1月1日）キャッチコピーは｢松竹のおしゃれ泥棒｣
- バチバチエレキテる（フジテレビ、2013年4月16日 - 9月17日）暫定メンバー
- アメトーーク!（テレビ朝日、2013年9月19日）
- 検索ちゃんネタ祭り（テレビ朝日、2013年12月27日）
- 爆笑ヒットパレード（フジテレビ、2014年1月1日）濱口コントサークルの一員として出演。
- THE GOLD RUSH（TBS、2014年1月3日）
- Go!オスカル!X21（テレビ朝日、2013年4月5日 - 2014年3月21日）
- PON!（日本テレビ、2013年4月4日 - 2014年3月27日）木曜日コメンテーター・突撃芸人としてレギュラー出演。
- モノクラ〜ベ（BSスカパー!、ドラム型洗濯機 徹底比較ＳＰ）
- ぐらP&ろで夫（TOKYO MX、2014年 - 2015年）声優として出演（金子:変態くん役、阿諏訪:テレビショッピングのMC役）
- NexT（日本テレビ、2014年4月23日）
- 爆笑シャットアウト!（NHK総合、2014年8月23日）
- オサレもん（フジテレビ、2014年10月28日・11月4日・2015年2月17日・3月10日）
- くりぃむVS林修!年越しクイズサバイバー（テレビ朝日、2014年12月31日）
- オサレもんプレミア（フジテレビ、2015年3月31日）
- LIFE!STAGE〜人生に捧げるコントライブ〜（NHK総合、2015年5月29日）
- Rの法則（NHK Eテレ、2015年7月1日）
- 前略、西東さん（中京テレビ、2015年8月1日・2018年4月28日[27]・2019年12月28日）
- 俺の地図帳（読売テレビ、2014年4月27日 - 2015年9月28日）
- ゲームクラブ eスポーツMaX（TOKYO MX1、2014年10月10日 - 2018年3月）レギュラー
- 八千代コースター（新潟総合テレビ）準レギュラー
- ZIP!（日本テレビ）阿諏訪のみ、月2回
- AKB48のあんた、誰?（NOTTV、2014年9月2日 - 2015年12月29日）火曜日マンスリーお手伝い（MC）としてレギュラー出演。
- センニュウ★感（テレビ東京、2016年2月14日）
- デルサタ（メ〜テレ、2016年4月9日 - ）準レギュラー
- うしろシティとじゅんいちダビッドソンの沖縄エニナルBINGO（毎日放送、2016年10月10日）
- Rの法則（NHK Eテレ、2016年12月6日）
- 笑×演(テレビ朝日 2017年4月5日、7月12日)
- わらたまドッカ〜ン（NHK Eテレ、2017年10月23日・2018年2月19日）
- ENGEIトライアウト（フジテレビ、2018年4月7日）
- ENGEIグランドスラム（フジテレビ、2018年4月7日）
- 得する人損する人（日本テレビ、2016年1月7日 - 2018年9月13日）阿諏訪が「サイゲン大介」として出演。
- オールスター後夜祭（TBS、2018年10月7日[28]）
- 深夜に発見! 新shock感 〜一度おためしください〜（テレビ東京、2019年7月13日）
- ファイブチャンネル - （熊本朝日放送、2019年5月11日・2020年2月2日）阿諏訪のみ
- ヒロシと愉快な仲間たち 〜焚火会inくまもと〜 （熊本朝日放送、2020年1月2日）阿諏訪のみ
- ヒロシと愉快な仲間たち2021 〜焚火会inくまもと〜 （熊本朝日放送、2021年1月3日）阿諏訪のみ
- ヒロシと愉快な仲間たち2022 〜焚火会inくまもと〜 （熊本朝日放送、2022年1月2日）阿諏訪のみ
- あはれ!名作くん（NHK Eテレ、2016年4月8日 - 2022年3月25日）声優（金子：むすび・ラッスィー先生役、阿諏訪：ノキオ役）として出演

#### テレビドラマ
- ドクターX〜外科医・大門未知子〜 Season3 OPE.8（テレビ朝日、2014年11月27日）
- 釣りバカ日誌 Season2 新米社員 浜崎伝助 第6話（テレビ東京、2017年5月26日）
- オレは死んじまったゼ!（2023年9月1日、WOWOW） - 咲の夫 役（阿諏訪）
- JKと六法全書 第6話（2024年5月24日、テレビ朝日） - 研究者 役（阿諏訪）
- 相棒 season23 第11話（2025年1月15日、テレビ朝日）- 代表の亀山薫 役（阿諏訪）

### ラジオ
- 大竹まこと ゴールデンラジオ!（文化放送、2011年5月12日・2013年4月11日）「大竹メインディッシュ」のコーナー
- うしろシティのオールナイトニッポンR（ニッポン放送、2013年9月14日）
- うしろシティのラジカントロプス2.0（ラジオ日本、2013年9月30日）
- アルコ&ピースのオールナイトニッポン0 (ZERO)（ニッポン放送、2013年10月24日）
- デブッタンテ（TBSラジオ、2014年4月6日 - 2016年9月24日）
- うしろシティ 星のギガボディ（TBSラジオ、2016年9月 - 2021年3月）

### 配信
- KONANの部屋（あっ!とおどろく放送局、2011年6月20日）
- うしろシティ交換小説（web★1週間、2012年3月1日 - ）
- うしろシティの話シティ（Ustream、2012年9月1日 - 2013年9月2日)
- 明日やってみたくなる遊び実験バラエティ〜放課後うしろシティ〜（2016年5月23日[29] - 2016年12月26日、AbemaTV）
- 今年の垢を落とすぞ! よゐこ濱口が素人娘の家を12時間ハシゴ風呂!（2016年12月30日 - 12月31日、AbemaPremierチャンネル）[30]金子のみ
- アベマ大縁日 〜人気番組勢ぞろい! 神宮花火大会生中継で豪華プレゼント大放出SP〜（2018年8月11日、AbemaTV）[31]
- 電話占いマヒナ「今すぐあやかりたい! 幸せ術#80」(2019年9月25日、FRESHLIVE) -阿諏訪のみ
- ゴッドタン×ドラエグ スペシャル動画・今ヤバイ! モンスター芸能人No.1決定戦 前編（2020年3月23日、TVerなど）- 金子のみ[32]
- あはれ!名作くん 竜宮中編（2022年8月26日〜、YouTube）- 金子：むすび 役、阿諏訪：ノキオ 役として出演（解散後）。
- WildStock(2022年9月5日 - 、YouTube) - MC 阿諏訪のみ

### コンピュータゲーム
- SPEC〜干〜（バンダイナムコゲームス、2013年10月3日）- ノヴァ・ドライ 役（阿諏訪のみ）
- ドラゴンエッグ（2020年4月24日 - 5月17日、ルーデル）「ハーモニカマン」として登場（金子）。

## ライブ
- 荒波部屋presents「プリンセスシティ 〜プリンセス金魚・うしろシティ 単独ライブ〜」（2010年11月5日、新宿シアター・ミラクル）
- 荒波部屋presents「うしろシティ・さらば青春の光ツーステ 〜うしろさらばの前向きツーステ〜」 （2011年4月7日、しもきた空間リバティ）
- 角座若手開幕シリーズ第6夜「うしろシティのライブ」（2011年5月23日、松竹芸能新宿角座）

### 単独ライブ
- うしろシティ単独ライブ「ヘラヘラ」（2011年10月26日 - 27日、松竹芸能新宿角座）
- うしろシティ第2回単独ライブ「走ってるのかと思った」（2012年6月14日 - 16日、松竹芸能新宿角座）
- うしろシティ第3回単独ライブ「アメリカンショートヘア」（2013年1月16日 - 19日、松竹芸能新宿角座）
- うしろシティ第4回単独ライブ「うれしい人間」
  - 2013年7月20日（名古屋・テレピアホール）
  - 2013年7月25日 - 27日（東京・松竹芸能新宿角座）
  - 2013年8月1日（東京・座・高円寺2）
  - 2013年8月9日 - 10日（大阪・松竹芸能 DAIHATSU MOVE 道頓堀角座）
- うしろシティ第5回単独ライブ「それにしてもへんな花」
  - 2014年5月24日、25日（東京・シアターサンモール）
  - 2014年5月17日、18日（大阪・松竹芸能 DAIHATSU MOVE 道頓堀角座）
- うしろシティ第6回単独ライブ「すごいじゃん」
  - 2015年6月20日、21日（大阪・松竹芸能 DAIHATSU MOVE 道頓堀角座）
  - 2015年6月27日、28日（東京・シアターサンモール）
  - 2015年7月2日（愛知・東別院ホール）
  - 2015年7月3日（福岡・レソラNTT夢天神ホール）
- うしろシティ第7回単独ライブ「すばらしく眠い」
  - 2016年6月11日、12日（東京・シアターサンモール）
  - 2016年6月17日（福岡・レソラホール）
  - 2016年6月18日（愛知・東別院ホール）
  - 2016年7月1日（新潟・新潟県民会館小ホール）
  - 2016年7月3日（大阪・ABCホール）
- うしろシティ第8回単独ライブ「とはいえ外はサンダー」
  - 2017年6月10日、11日（東京・シアターサンモール）
  - 2017年6月16日（福岡・レソラホール）
  - 2017年6月18日（愛知・東建ホール・丸の内）
  - 2017年6月30日（大阪・ABCホール）
  - 2017年8月20日（新潟・新潟県民会館小ホール）
  - 2017年8月24日（東京・座・高円寺2）
- うしろシティ第9回単独ライブ「どこが海の見えるまち」
  - 2018年6月16日、17日（東京・シアターサンモール）
  - 2018年6月23日（福岡・レソラNTT夢天神ホール）
  - 2018年6月24日（愛知・東別院会館）
  - 2018年6月30日（新潟・新潟県民会館小ホール）
  - 2018年7月29日（大阪・ABCホール）
  - 2018年8月8日（東京・座・高円寺2）
- うしろシティ第10回単独ライブ「人生に、エクスカリバーを。」[33]
  - 2019年6月8日、9日（東京・シアターサンモール）
  - 2019年6月23日（宮城・仙台市シルバーセンター 交流ホール）
  - 2019年7月15日（大阪・ABCホール）
  - 2019年7月20日（愛知・東別院ホール）
  - 2019年7月21日（福岡・イムズホール）
  - 2019年8月18日（新潟・新潟県民会館小ホール）
- うしろシティ第11回単独ライブ「できたてのバランス」[注 4]
  - 2020年10月9日（大阪・ABCホール）
  - 2020年11月24日 - 27日（東京・座・高円寺2）

※上記以外に松竹芸能新宿角座において定期ライブ「うしろシティのライブ」を月1回のペースで行っている。

### トークライブ
- 「カレー&うしろシティトークライブ」（2010年4月14日、中野Vスタジオ）
- 「カレー&うしろシティトークライブvol.2」（2010年7月24日、新宿・劇場バイタス）
- 「カレー&うしろシティトークライブvol.3」（2010年11月23日、新宿Fu-）
- 「うしろシティ&ラブレターズトークライブ（仮）」（2011年10月2日、新宿・劇場バイタス）
- うしろシティ&ラブレターズトークライブvol.2「血塗られた放課後の仲良しクラブ」（2011年12月30日、新宿・劇場バイタス）
- うしろシティ&ラブレターズトークライブvol.3「血塗られた放課後の仲良しクラブ」（2012年2月19日、新宿・劇場バイタス）
- うしろシティ&ラブレターズトークライブvol.4「血塗られた放課後の仲良しクラブ」（2012年4月28日、新宿Fu-）
- うしろシティ初トークライブ「裁縫男子と料理男子」（2012年5月17日、阿佐ヶ谷ロフトA）

### 舞台
- 「グルーミン〜ぬいぐるみ男の数奇な人生〜」（2016年1月22日 - 1月23日(計3公演)、東京・松竹芸能新宿角座）- コンビで主演[35][36][37]
- ばいびー、23区の恋人(2021年12月)金子のみ

## 映画
- ミサリー（松竹芸能×CREATORS、2011年）
- 人魚の眠る家(2018年11月16日)阿諏訪のみ

## 映像作品

### DVD
- うしろシティ「街のコント屋さん」（2011年10月26日、発売元：コンテンツリーグ）
- うしろシティ・さらば青春の光「cafeと喫茶店」（2013年2月27日、発売元：コンテンツリーグ）
- うしろシティ第3回単独ライブ「アメリカンショートヘア」（2013年7月3日、発売元：コンテンツリーグ）
- うしろシティ第4回単独ライブ「うれしい人間」（2013年11月27日、発売元：コンテンツリーグ）
- うしろシティ第5回単独ライブ「それにしてもへんな花」（2014年10月8日、発売元：コンテンツリーグ）
- うしろシティ第6回単独ライブ「すごいじゃん」（2015年9月16日、発売元：ポニーキャニオン）
- 「うしろシティ・ラブレターズの居残り学級会 〜あの日みんなが見た青春を僕達はまだ知らない。〜」（2016年1月27日、発売元：コンテンツリーグ）
- うしろシティ第7回単独ライブ「すばらしく眠い」（2016年9月14日、発売元：コンテンツリーグ）
- ベストネタシリーズ うしろシティ（2017年8月23日、発売元：コンテンツリーグ）
- うしろシティ第8回単独ライブ「とはいえ外はサンダー」（2017年11月22日、発売元：コンテンツリーグ）
- うしろシティ第9回単独ライブ「どこが海のみえるまち」（2018年11月14日、発売元：コンテンツリーグ）
- うしろシティ第10回単独ライブ「人生に、エクスカリバーを。」（2019年11月27日、発売元：コンテンツリーグ）
- うしろシティ第11回単独ライブ「できたてのバランス」（2021年2月24日、発売元：コンテンツリーグ）

## 書籍
- うしろシティ 料理男子と裁縫男子（2013年11月18日発売 発売元：講談社）
- リストランテasuwa - 予約の取れないレストラン -（2016年10月27日発売 発売元：ワニブックス）
- うしろシティ阿諏訪の簡単＆絶品!キャンプ料理（2018年4月11日発売 発売元：ぴあ）